# За свободу (движение)
Движение «За Свободу» (бел. Рух «За Свабоду») — объединение белорусских демократических сил, а также граждан Беларуси для совместной защиты и реализации гражданских, социальных, культурных и других прав.

## История
«Движение „За Свободу“» основано в 2006 году после президентских выборов единым кандидатом в президенты от объединённых демократических сил Александром Милинкевичем. Запись первых активистов была начата на минских улицах 25 марта 2006 года в День Воли. Учредительный съезд движения, избравший Милинкевича председателем, прошёл 20 мая 2007 года в Гродно, 18 июня были в первый раз поданы документы для регистрации движения. Однако Министерство юстиции отказало движению в регистрации и в этот раз, и при двух последующих попытках; 24 октября 2008 г. в Могилёве прошла четвёртая по счёту учредительная конференция движения, после которой Милинкевич заявил: «будем регистрироваться до того момента, пока они не сделают всё в соответствии с Конституцией». Как заявил лидер «Движения „За Свободу“» на online-конференции Белорусской службе Радио Свобода.

## Цели и деятельность
Стратегическими целями «Движения „За Свободу“» являются свободные выборы в Беларуси, защита независимости, доведение уровня жизни в Беларуси до европейских стандартов с последующей интеграцией Беларуси в Европейский Союз. Руководитель «Движения» выступает за пошаговую стратегию диалога Беларуси с Европой и против усиления зависимости Беларуси от России.
В 2007 году «Движение „За Свободу“» заявляло о поддержке борьбы верующих за свободу совести, инициировало создание «Совета Европейской интеграции», которое никак себя впоследствии не проявило. В 2008 году «Движение» инициировало кампании против строительства АЭС в Беларуси и «За Свободные выборы». Представители «Движения» утверждают, что постоянно поддерживают гражданские инициативы по защите прав человека в Минске и регионах, а также издательские, просветительные и культурные инициативы. В частности, «Движением» учреждена премия «За свободу мысли» (бел. За свабоду думкі) имени Василя Быкова, впервые вручённая в 2008 году писателям Рыгору Бородулину, Владимиру Орлову и политику Павлу Северинцу. Впоследствии данная премия вручалась другим известным белорусам. Лауреатом премии в 2016 году стал режиссёр Валерий Мазынский, в 2017 году лидер «Молодого фронта» Дмитрий Дашкевич.
17 декабря 2008 года Министерство юстиции Республики Беларусь зарегистрировало Правозащитно-просветительное общественное объединение «Движение „За Свободу“» (с четвёртого раза) (регистрационное свидетельство за № 2020).
10 июня 2016 года первый зампред «Движения „За Свободу“» Юрий Губаревич заявил о намерении общественного объединения участвовать в парламентской кампании 2016 года: вместе с незарегистрированной «Белорусской христианской демократией» и «Объединённой гражданской партией» три организации создали «правоцентристскую коалицию». Данные организации заявили о намерении после парламентской кампании создать «Ассамблею народных представителей».
В октябре 2016 года прошла отчётно-выборная конференция Движения «За Свободу», во время которой сменилось руководство организации: председателем был выбран Юрий Губаревич.
В мае 2020 года была официально зарегистрирована инициативная группа по выдвижению Юрия Губаревича в президенты. Создан программный предвыборный сайт https://hubarevich.by/ [значимость факта?]
19 июня 2020 года в своём заявлении «Движение „За Свободу“» потребовало от властей прекратить преследование политических противников, освободить арестованных и обеспечить равную политическую конкуренцию на выборах.
19 ноября 2021 года Верховный суд Беларуси по предложению Минюста принял решение лишить движение «За свободу» регистрации.